# Corticarina derougemonti
Corticarina derougemonti es una especie de coleóptero de la familia Latridiidae.

## Distribución geográfica
Habita en Etiopía.